# Парселена

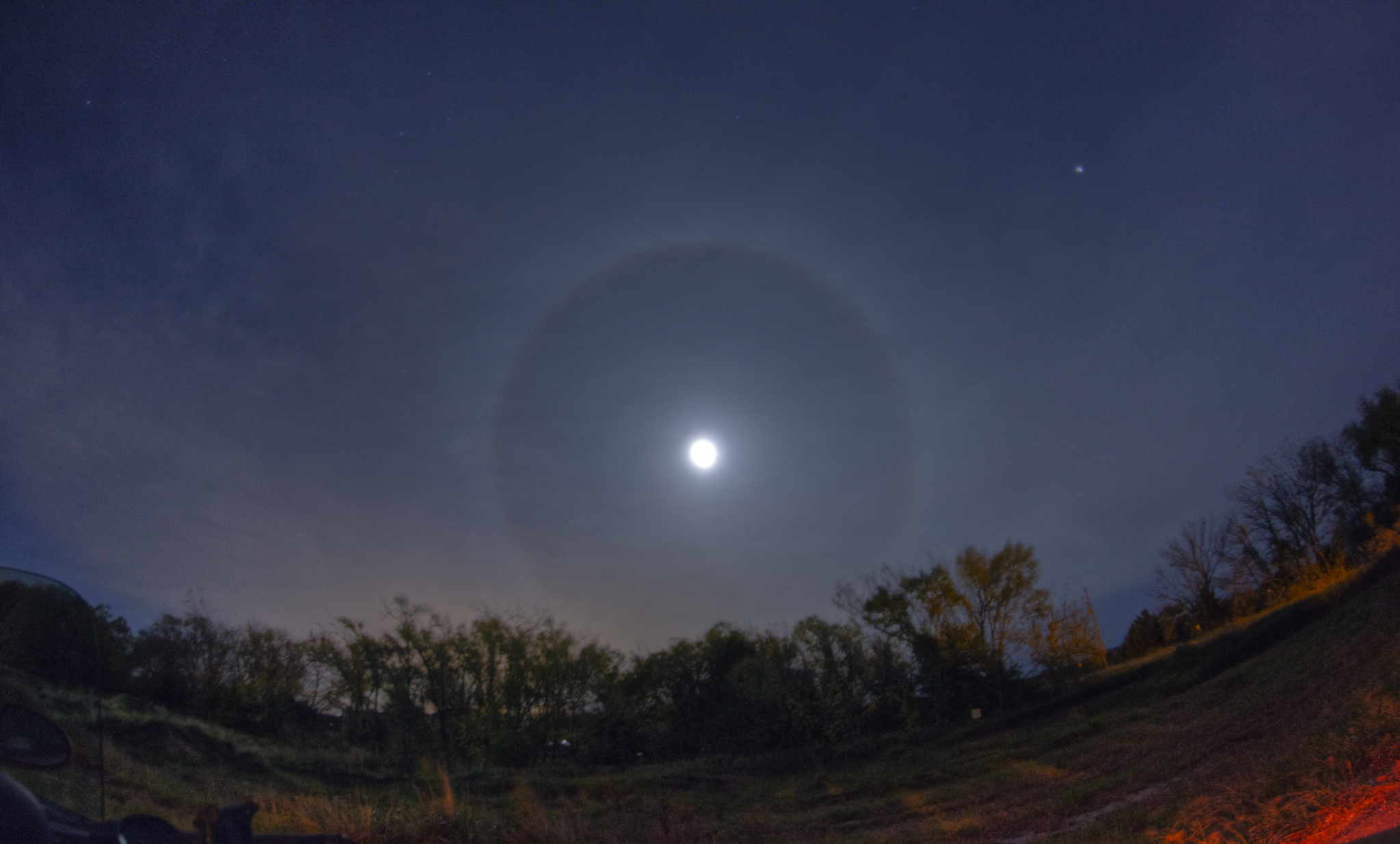
Парселена

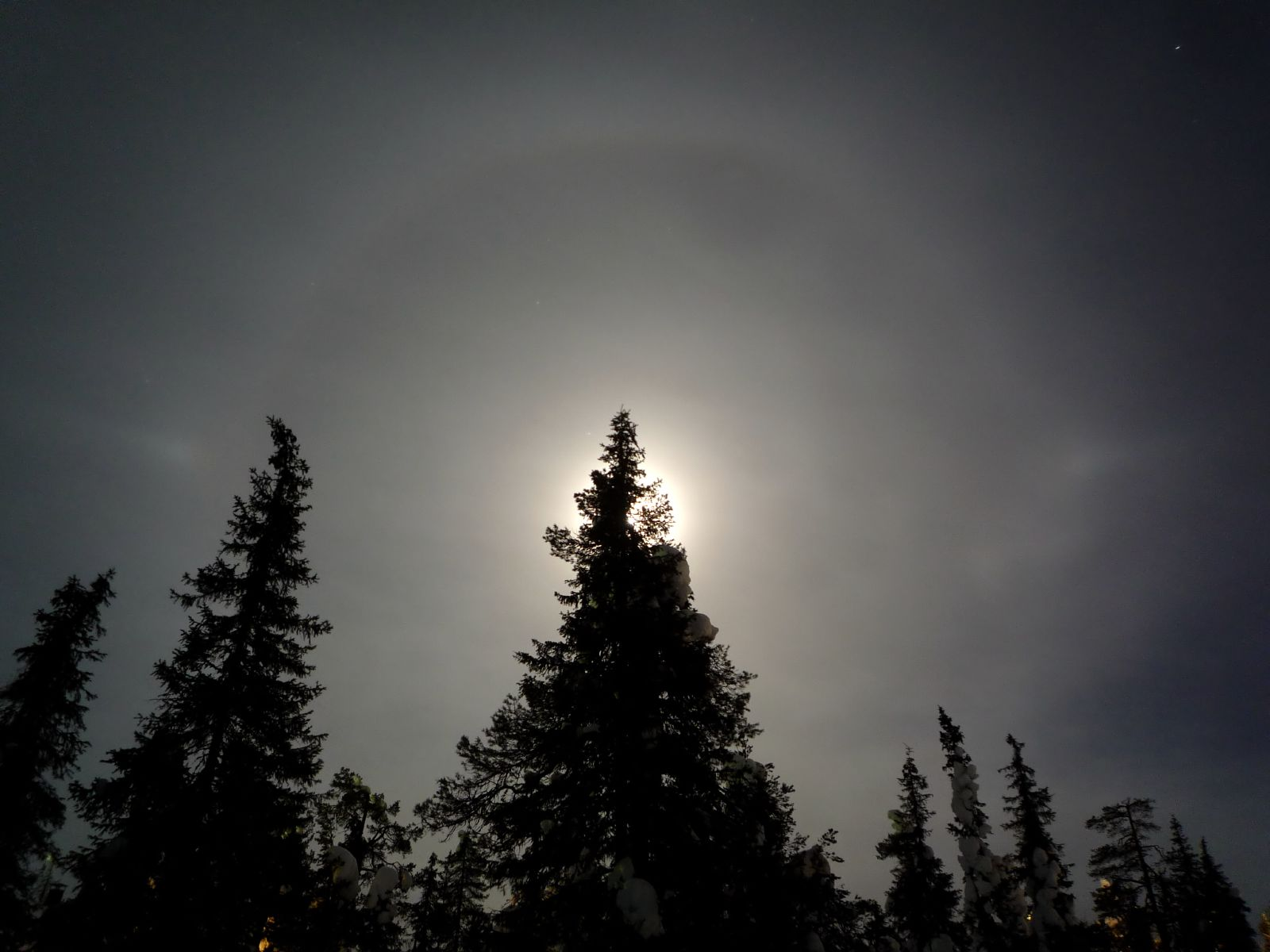
Парселена. Гірськолижний курорт Рука, Фінляндія

Парселена (від дав.-гр. παρα- навколо й Σελήνη — Місяць; англ. Moon dog) — один з різновидів гало, атмосферний оптичний феномен. Виникає внаслідок заломлення місячного світла в плоских шестикутних кристалах льоду в перисто-шаруватих хмарах. Парселени можуть виникати з обох сторін Місяця на відстані 22° від нього (радіус звичайного гало). Явище характеризується безбарвністю, оскільки парселена недостатньо яскрава, щоб активувати колірний зір людського ока. Аналогічним явищем є Паргелій.